# Selim İleri
Ali Selim İleri (né le 30 avril 1949 à Istanbul où il meurt le 8 janvier 2025) est un écrivain, scénariste et critique turc.

## Biographie
Selim İleri, né en 1949 à Istanbul, laisse rapidement ses études de droit pour se consacrer à l'écriture. À seulement dix-neuf ans, il publie son premier livre, un recueil de nouvelles intitulé Cumartesi Yalnızlığı (La solitude du samedi). Il écrit une cinquantaine d'ouvrages, parmi lesquels des romans, des nouvelles, des souvenirs, des essais, des scénarios de films et des pièces de théâtre, souvent récompensés par des prix. Il dirige les suppléments littéraires et culturels de plusieurs journaux et produit des émissions pour la radio et la télévision. Dans ses essais, il explore sa ville natale, Istanbul, où il réside, ce qui lui vaut le titre d'écrivain d’Istanbul. Ses écrits s’intéressent souvent aux relations entre Orient et Occident, un thème central de son œuvre.

## Prix et récompenses
- Lauréat du prix Aydın Doğan en 2012